# Miller Beach
Miller Beach, também conhecida simplesmente como Miller, é uma comunidade localizada no lado Sul das margens do Lago Michigan, fundada em 1851. Miller é também a comunidade praiana mais próxima de Chicago.